# Porites nodifera
Porites nodifera là một loài san hô trong họ Poritidae. Loài này được Klunzinger mô tả khoa học năm 1879.